# Eileen Roe
Eileen Roe (Dunfermline, 24 september 1989) is een wielrenner uit het Verenigd Koninkrijk.
In 2010 en 2014 nam Roe deel aan de Gemenebestspelen.
In 2014 werd Roe nationaal kampioen op de weg in Stockton.
In 2015 werd ze tweede in de Ronde van Yorkshire achter landgenote Louise Mahe.
In 2016 werd Roe derde in Dwars door Vlaanderen.
Abbott · Baker · Bronzini · Christian · Cordon · D'Hoore · Edmondson · Fahlin · Hagiwara · Hosking · King · Longo Borghini · Mullens · Roberts · Roe · Sanchis · Wiasak